# 니콜라스 니클비 (2002년 영화)
니콜라스 니클비(Nicholas Nickleby)는 네덜란드에서 제작된 더글러스 맥그라스 감독의 2002년 드라마 영화이다. 찰스 디킨스의 동명의 소설을 바탕으로 제작되었다. 찰리 허냄 등이 주연으로 출연하였고 시몬 차닝 윌리엄 등이 제작에 참여하였다.

## 출연

### 주연
- 찰리 허냄

### 조연
- 제이미 벨
- 짐 브로드벤트
- 톰 커트니
- 알란 커밍
- 에드워드 폭스
- 로몰라 가레이
- 앤 해서웨이
- 배리 험프리즈
- 찰리 허냄
- 네이단 레인
- 크리스토퍼 플러머
- 티모시 스폴
- 줄리엣 스티븐슨

## 제작진
- 원작자: 찰스 디킨스
- 라인프로듀서: 로버트 하우
- 미술: 이브 스튜어트
- 의상: 루스 마이어스
- 배역: 니나 골드
- 배역: 리나 토드